# Monotes pearsonii
Monotes pearsonii är en tvåhjärtbladig växtart som beskrevs av Bancroft. Monotes pearsonii ingår i släktet Monotes och familjen Dipterocarpaceae. Inga underarter finns listade i Catalogue of Life.